# 라이샤 윌킨스
라이샤 윌킨스(Laisha Wilkins, 1976년 5월 18일 ~ )는 멕시코의 배우, 텔레비전 사회자, 프로듀서이다.

## 출연 작품
- 콘트라티엠포 (2011)
- 엔젤 카이도 (2010)